# 拉特朗圣若望街
拉特朗圣若望街（Via San Giovanni in Laterano）是罗马历史中心蒙蒂区的一条街道，开始于罗马斗兽场，结束于拉特朗圣若望广场。

## 历史
这条街是新教宗的就职典礼上从圣伯多禄大殿前往拉特朗圣若望大殿所走的教宗游行（Cavalcata papale）路线的最后一段。
1588年，教宗西斯都五世扩建并铺设了这条街，使之成为连接斗兽场和拉特朗的一条令人舒适的通衢大道。此后，人口向这条街集中，一些重要的建筑、教堂和别墅都设在这里。
即使在今天，它也被广泛地称为“圣若望之路”。

### 同性恋街
按照欧洲其他首都的先例，这条街从2007年被正式认定为罗马的“同性恋街”。
2007年3月2日，同性恋街正式启用。目前，同志街靠近斗兽场的一段开设了一些同性恋酒吧和餐馆。

## 名胜古迹
- 罗马斗兽场
- Ludus Magnus
- 菲尼赌场（Casino Fini）
- 圣玛利亚教堂（Chiesa di Santa Maria delle Lauretane）
- 拉特朗圣格肋孟圣殿
- 圣弥额尔医院门诊（Portico dell'ospedale di San Michele）
- 女子医院（Ospedale delle Donne）

地铁A、C线的圣若望站和B线的鬥獸場站。